# Bahnstrecke Schönaicher First–Schönaich
| Streckennummer (DB): | 4872                     |                                                  |                                                  |
| Kursbuchstrecke (DB): | 318b (1944), 327d (1950) |                                                  |                                                  |
| Kursbuchstrecke: | 327d (1946)              |                                                  |                                                  |
| Streckenlänge: | 3,02 km                  |                                                  |                                                  |
| Spurweite: | 1435 mm (Normalspur)     |                                                  |                                                  |
| |                          |                                                  |                                                  |
| \| \| \| von Böblingen \| \| \| \| 0,000 \| Schönaicher First (heute Böblingen Zimmerschlag) \| Schönaicher First (heute Böblingen Zimmerschlag) \| \| \| \| nach Dettenhausen \| \| \| \| 0,400 \| Schill+Seilacher \| Schill+Seilacher \| \| \| 0,644 \| Streckenende bis 200x \| Streckenende bis 200x \| \| \| 3,020 \| Schönaich (Württ) \| Schönaich (Württ) \| |                          |                                                  |                                                  |
| Strecke |                          | von Böblingen                                    | von Böblingen                                    |
| Bahnhof | 0,000                    | Schönaicher First (heute Böblingen Zimmerschlag) | Schönaicher First (heute Böblingen Zimmerschlag) |
| Abzweig ehemals geradeaus und nach rechts |                          | nach Dettenhausen                                | nach Dettenhausen                                |
| Abzweig geradeaus und von links (Strecke außer Betrieb) | 0,400                    | Schill+Seilacher                                 | Schill+Seilacher                                 |
| Grenze (Strecke außer Betrieb) | 0,644                    | Streckenende bis 200x                            | Streckenende bis 200x                            |
| Kopfbahnhof Streckenende (Strecke außer Betrieb) | 3,020                    | Schönaich (Württ)                                | Schönaich (Württ)                                |

Die Bahnstrecke Schönaicher First–Schönaich war eine 3,02 Kilometer lange eingleisige und normalspurige Nebenbahn in Baden-Württemberg. Die Stichbahn zweigte im Keilbahnhof Schönaicher First, heute Böblingen Zimmerschlag, von der bis heute betriebenen Schönbuchbahn ab und führte von dort aus nach Schönaich.

## Geschichte
Als die Schönbuchbahn 1910 eröffnet wurde, lag die am Rande des Schönbuchs gelegene Gemeinde Schönaich im Verkehrsschatten. Zwar gab es bereits damals Pläne für eine Strecke durch das Aichtal, sie sollte via Schönaich und Waldenbuch zum Bahnhof Nürtingen an der Bahnstrecke Plochingen–Immendingen führen. Der Abschnitt bis Waldenbuch war dabei bereits durch den württembergischen Landtag genehmigt und im Etat eingeplant. Auch Steinenbronn sollte eine Station an dieser als Aichtalbahn projektierten Trasse erhalten. Die Probegrabungen für diese Strecke sind heute noch im Gebiet Roter Berg im Südosten Schönaichs erkennbar. Jedoch konnten diese Pläne kriegsbedingt nicht mehr verwirklicht werden.    
Nach dem Krieg eröffnete die Deutsche Reichsbahn schließlich am 1. Mai 1922 die hier behandelte Zweigstrecke, dadurch verbesserte sich die Verkehrssituation für Schönaich. Die Verlängerung wurde hingegen nicht mehr realisiert, allerdings erhielten Waldenbuch und Steinenbronn 1928 durch die Siebenmühlentalbahn ihren eigenen Bahnanschluss gen Norden. 
Die Strecke nach Schönaich blieb stets im Schatten der Dettenhausener Strecke, so dass die Deutsche Bundesbahn bereits am 30. Oktober 1954 den Personenverkehr aufgab und Bahnbusse den Betrieb übernahmen. Mit der Einstellung des Güterverkehrs am 1. Juli 1959 erfolgte schließlich die Gesamtstilllegung. Lediglich die ersten 644 Meter dienten noch bis in die 2000er Jahre als Zufahrt zum Gleisanschluss des Unternehmens Schill+Seilacher. Dieser befand sich kurz vor der dort entstandenen Spitzkehre. Die restliche Strecke ist vollständig zurückgebaut und teilweise gewüstet. Ein kürzerer Abschnitt wird als geschotterter Fuß- und Radweg genutzt. In Schönaich wurde ein circa 300 Meter langer Abschnitt mit einer Wohnsiedlung überbaut. Das ehemalige Bahnhofsareal in Schönaich ist ebenfalls komplett bebaut, das Empfangsgebäude blieb jedoch – vollständig von neuen Gebäuden umgeben – erhalten. Ferner erinnern die Straßenbezeichnungen Bahnhofstraße, Eisenbahnweg und Dammweg an die frühere Bahnverbindung nach Schönaich.

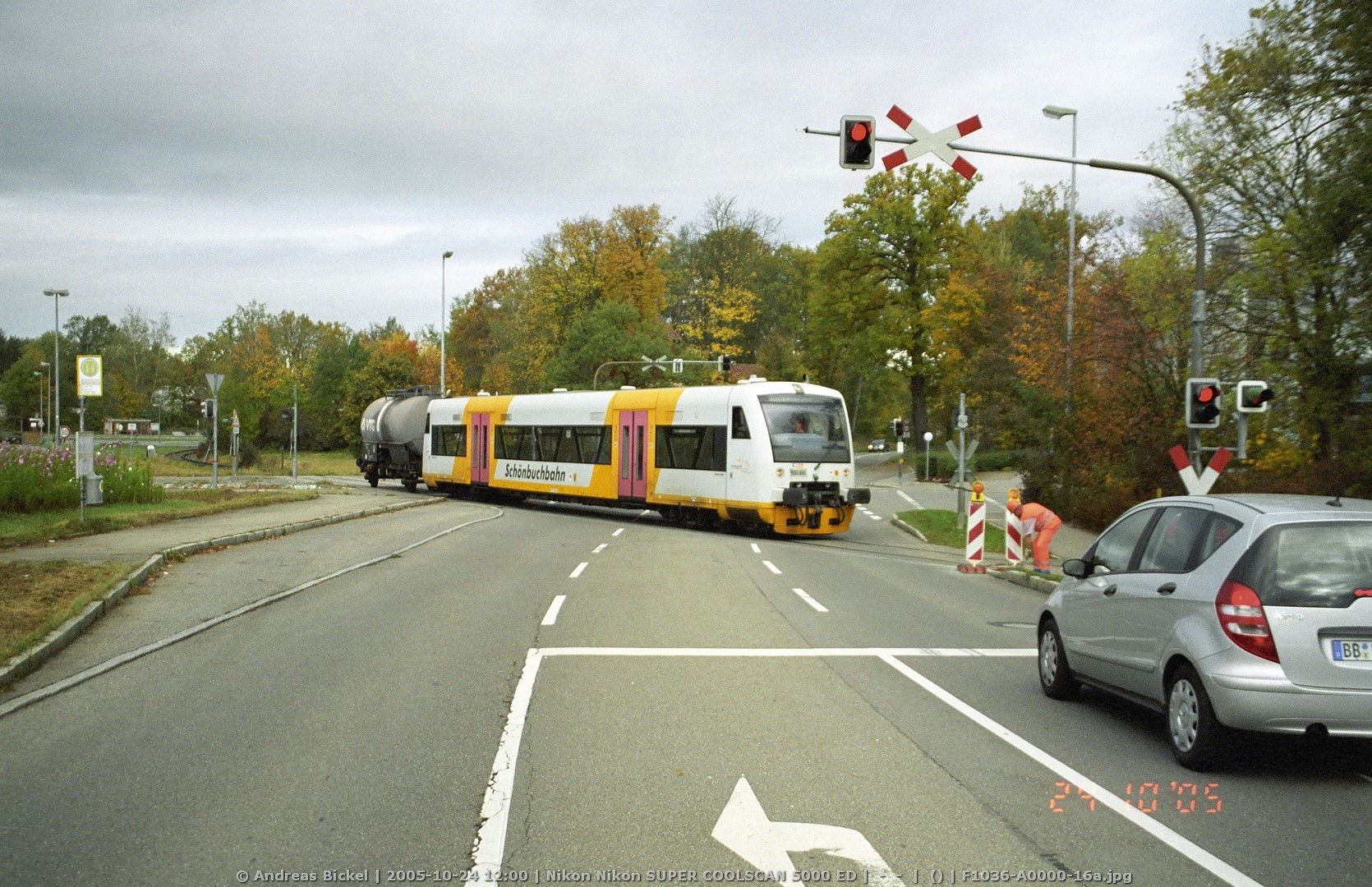
Ein Regio-Shuttle der Schönbuchbahn mit einem Güterwagen auf dem Weg vom Bahnhof Zimmerschlag zum Werksanschluss von Schill+Seilacher, 2005
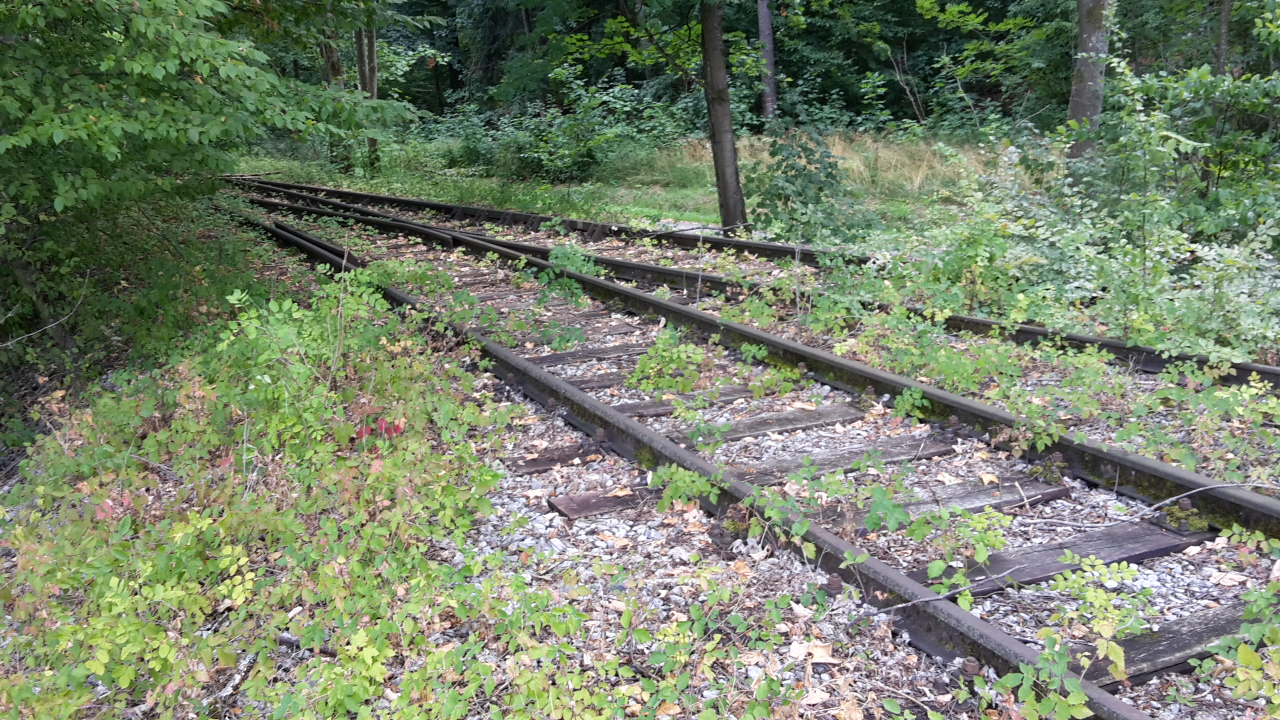
Weiche mit ehemaligem Gleisanschlusses Schill+Seilacher, im Hintergrund die Strecke, 2018
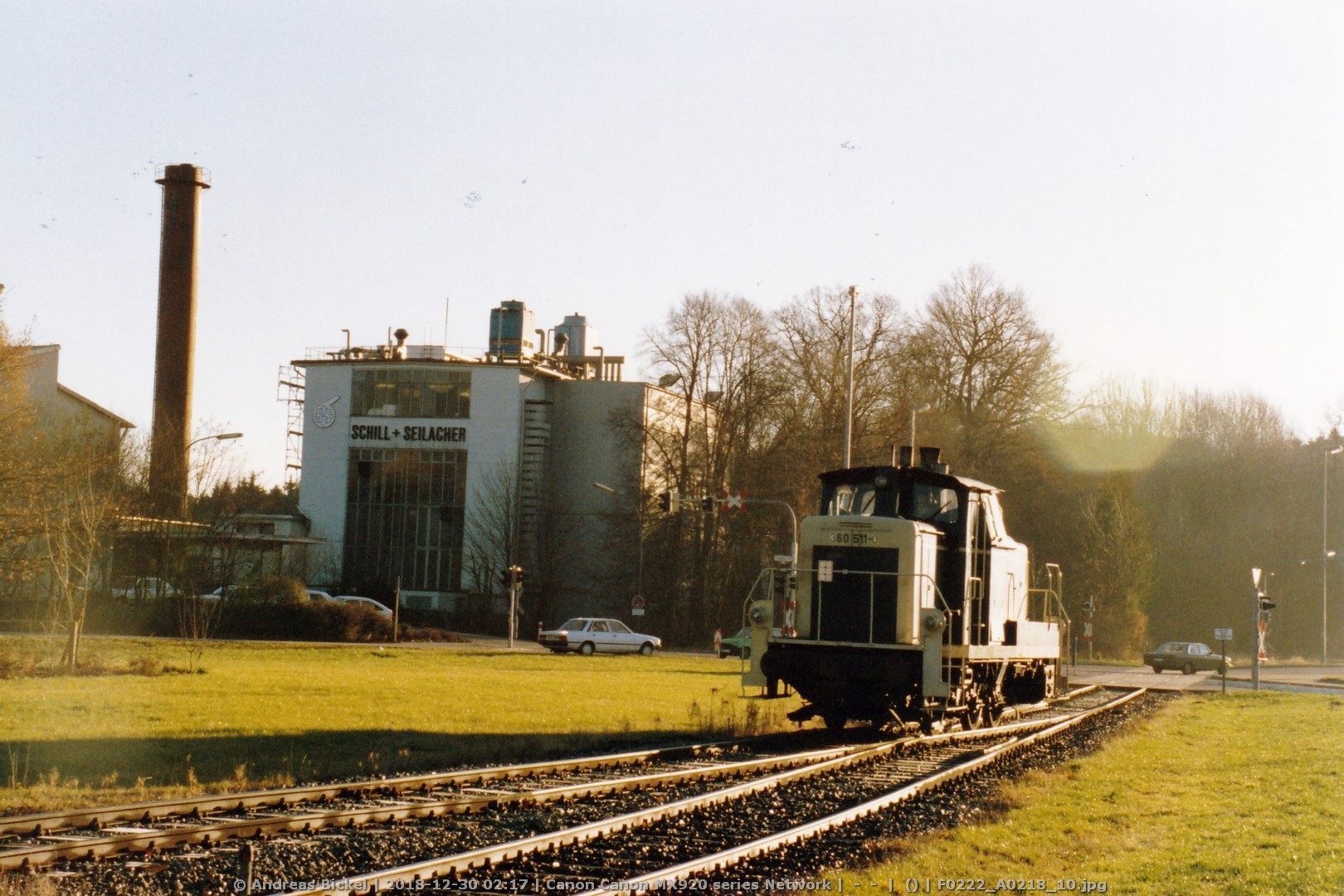
360 511 am 30. Dezember 1987 bei der Bedienung des Anschlusses Schill+Seilacher